# رباط تريم

رباط تريم هو رباط إسلامي تخرج منه كبار العلماء وانتشر علمه، وتفرعت منه أربطة ومعاهد كثيرة.
يقع هذا الرباط في قلب مدينة تريم بالجمهورية اليمنية، وتأسس عام ألف وثلاثمائة وأربعة هجرية (1304 هـ) على يد نخبة من أعيان السادة باعلوي من آل الحداد وآل الجنيد وآل السري وآل الشاطري وآل عرفان، وقد انبرى نخبة من أعيان السادة المؤسسين ووقفوا أرض الرباط ثم وقف جزءاً من أرضيته أيضا الحبيب أحمد بن عمر الشاطري.
وقد تم افتتاحه في 14 محرم عام 1305 هـ وتبرع له أيضاً بعض المحسنين بشراء بعض العقارات، فتم افتتاحه كما ذكرنا على يد نخبة من العلماء وأعيان مدينة تريم في ذلك العام برئاسة مفتي الديار الحضرمية الإمام السيد عبد الرحمن بن محمد بن حسين المشهور مؤلف كتاب (بغية المسترشدين) وكانت تريم إذ ذاك تعج بكثرة الفقهاء والعلماء.

## إدارته
وتولى إدارته العلمية منذ تأسيسه الحبيب عبد الرحمن بن محمد المشهور في عام 1305 هـ إلى عام 1314 هـ، ثم قدم من مكة بعد أن أكمل دراسته فيها الحبيب عبد الله بن عمر الشاطري فتولى إدارته نحو خمسين سنة مجاناً لوجه الله الكريم أي من عام 1314 هـ إلى أن توفي بتريم عام 1361 هـ، ثم خلفه أولاده محمد المهدي وأبوبكر وحسن وسالم من بعده إلى وقتنا الحاضر.

## مقصد تأسيسه
كان سبب تأسيسه ما عاناه طلبة العلم الغرباء من صعوبة المسكن فاتفق رأي من ذكرنا على تأسيسه ليكون مقراً لدراسة العلوم الدينية والعربية وغيرها. ويأوي إليه طلبة العلم من داخل تريم وخارجها ويسكن فيه الغريب منهم فقط. فقدم طلاب العلم إلى الرباط من مختلف مناطق اليمن ومن شتى البلاد الإسلامية مثل : إندونيسيا و‌أفريقيا و‌الصومال و‌الحبشة و‌دول الخليج، وقد ثبت في السجلات الرسمية التي كانت تسجل فيها أسماء الطلبة أن عدد العلماء الذين تخرجوا طوال الفترة الماضية ثلاثة عشر ألف عالم ما بين قاضٍ ومفتٍ ومدرسٍ وواعظٍ، وأما الذين تخرجوا منه وعندهم مجرد إلمام بدينهم واقتصروا على دراسة المختصرات فقط في فقه الشافعية فهم أضعافٌ مضاعفة، وفد فُقدت هذه السجلات أيام الحكومة الشيوعية فأخذوها مع كل مكتبة الرباط.
يقوم هذا الرباط للدارسين بالتدريس وتأهيلهم إلى بلوغ درجة الكفاءة للتدريس والدعوة إلى الله، أو للإفتاء أو للقضاء في الفقه على مذهب الإمام الشافعي هذا بالنسبة لمن ثبت فواصل الدروس إلى النهاية، أما من لم يثبت إلى النهاية فيأخذ من العلم النافع المذكور نصيباً على قدر مستواه وذكائه واجتهاده بقدر المدة التي مكث فيها لا تتحدد بسنين ولكن الذي يتحكم فيها هو استعداد الطالب واجتهاده وذكاؤه ويعطي عند مغادرته شهادة تعادل مستواه وحصيلته العلمية التي تحصل عليها حسب النظام الحديث من المراحل الابتدائية أو الثانوية أو الجامعية.
قال بعض الشعراء يمدح هذا الرباط: "وأي غريب جاءه فهو واجد به العلم والقوت الضروري والسكنى"
وكما يتم هذا التعليم للغرباء، يتم لغيرهم من المواطنين والمقيمين في مدينة تريم وضواحيها.

## المؤسسون
إن الغرباء القادمين إلى تريم كانوا يعانون مشقة من السكن حيث لا يوجد حين ذاك سكناً لهم بتريم، فكانوا يسكنون ويبيتون في المساجد والزوايا وبيوت المحسنين من أهل الخير فلما كان مستهل القرن الرابع عشر الهجري فكّر مجموعة من عقلاء وعلماء وأغنياء مدينة تريم في بناء هذا الرباط، ليسهل لطلبة العلم الغرباء طلب العلم وتوفير السكن والنفقة وتحصل دروس العلم، وكان من بين هؤلاء الرجال السيد أحمد بن عمر أحمد الشاطري وأبنه عمر أحمد الشاطري والسيد عبد القادر بن أحمد الحداد والسيد محمد سالم السري والسيد أحمد بن عبد الرحمن الجنيد والشيخ محمد عمر عرفان فجمعوا الأموال من أهل الخير وأوقف السيد أحمد بن عمر الشاطري والمؤسسين المذكورين الأرضية التي بني عليها الرباط والتي تمتد من جانب مسجد الشيخ عبد الرحمن بابطينه شمالاً إلى ساحة جامع تريم جنوباً ووقف الجزء الشرقي من الرباط المذكور الحبيب محمد بن سالم السري بعد شرائه.

## طريقة الدراسة فيه
استمرت الدراسة في هذا الرباط منذ تأسيسه بطريقة الحلقات العلمية فجراً وضحىً وظهراً وعصراً وليلاً في شتى العلوم الدينية والعربية لا سيما في فقه الشافعي والنحو والصرف والحديث والتفسير وغيرها حتى اليوم، وما زالت الدروس مستمرة في هذا الرباط حتى وقتنا الحاضر يسكن فيه من طلبة العلم الغرباء من اليمن وخارجها أكثر من مائتي وأربعون طالباً وهم قابلون للزيادة والنقص ويتكفل الرباط بتعليمهم وأكلهم ومسكنهم، ويدرس فيه مجاميع من طلبة العلم من تريم وضواحيها يبلغ مجموعهم بين المغرب والعشاء نحو (1500 طالب) آلف وخمسمائة طالب يشكلون سبعة وأربعون حلقة في الفقه والحديث وغير ذلك. وبعد صلاة الفجر مجموعة من الحلقات في النحو والصرف وغير ذلك من علوم اللغة العربية بالإضافة إلى حلقات أخرى ما بين صلاة الظهر وصلاة العصر يبلغ مجموعها في كل الأوقات نحو ثمانين حلقة.
تقام الاختبارات الشهرية والسنوية في شهر شعبان من كل عام ويبدأ الطالب المبتدئ بالكتب المختصرة ثم المتوسطة ثم الراقية من كل فن، ويقوم بالتدريس كثير من طلبة العلم والعلماء الأكفاء المتخرجون من الرباط وغيره بالإضافة إلى الشيوخ من خارج اليمن.

## المزايا لرباط تريم عن غيره من الأربطة
1. القِدم إذ أنه أول رباط في تريم يزاول نشاطه منذ أكثر من 125 سنة.
2. البركة العظيمة التي ظهرت في طلبته المتخرجين منهم، من ناحية الكثرة التي بلغ نحو ثلاثة عشر ألف عالم، والنفع العظيم الذي حصل من الكثير منهم، ومن تلامذتهم حتى بنوا الكثير من الأربطة والمعاهد والمدارس الدينية وتخرج على أيديهم علماء كما هو مذكور في تاريخ الرباط، وقل أن تجد رباط في القرن الرابع عشر الهجري عم النفع به في البلاد الإسلامية مثل رباط تريم، كما يعرف المنصفون المتطلعون على تاريخ هذه الرباط وعموم النفع به، وقد فاضت بركة هذا الرباط على الكثير من الناس في كل أنحاء العالم كما هو مذكور في تاريخ الرباط.
3. توجد سجلات رسمية بأسماء المتخرجين من الرباط والذين نشروا العلم في العالم أجمع، يوجد فيها اسم كل طالب درس في رباط تريم من الداخل والخارج وهي تتكون من عدة مجلدات فكانت موجودة إلى أوائل السبعينات الميلادي، فلما حكم الحزب الاشتراكي في جنوب اليمن ومنع التدريس في الرباط، وانتقض على سجلاته المكتوبة المذكورة وفرشه ومكتبته وبذلك فقدت هذه السجلات ولم تعد إلى تاريخ كتابة هذا التقرير.
4. تتوقف الدراسة في الرباط خلال العام في شهر رمضان المبارك، وفيه عطلة عيد الفطر لمدة عشرة أيام ومثلها عيد الأضحى المبارك، وزيارة نبي الله هود عليه وعلى نبينا أفضل الصلاة والسلام لمدة 10-14 يوم.
5. وهناك برامج مسلية والتي تروح عن الطلاب فيسمح لطلبة الرباط الغرباء الساكنين فيه بلعب كرة القدم والذهاب إلى المسابح في كل شهر مرة أو مرتين كما يسمح لهم ذلك في العطل والأعياد مع مجالس ترفيهية كتب الأدب والطرف والفوائد المسلية.

## ثناء العلماء على الرباط
حسبنا في هذا المقام أن نقف على بعض كلام الأكابر فيه، فمن ذلك:
قول إمام الرباط الحبيب عبد الله الشاطري:
وقال في قصيدة أخرى:
الشيخ محمد بن عوض بن محمد بافضل، قد نظم هذه الأبيات، وقدَّمها له منذ سنة 1320 هـ، وهي:
أبيات الشيخ العلامة محمد بن سالم البيحاني الكدادي الذي يقول فيها:

## المنهج التربوي والتعليمي

### العلوم الدينية

#### الفقه
1. النبذة في الأحكام الشرعية السيد العلامة عبد الرحمن بن محمد المشهور
2. الرسالة الجامعة السيد العلامة أحمد بن زين الحبشي
3. سفينة النجاة الشيخ العلامة سالم سعيد بن سمير
4. المختصر اللطيف الشيخ العلامة عبد الله عبد الرحمن بأفضل
5. المقدمة الحضرمية الشيخ العلامة عبد الله عبد الرحمن بأفضل
6. متن أبي شجاع الشيخ القاضي احمد بن حسن الأصفهاني
7. الياقوت النفيس السيد العلامة أحمد بن عمر الشاطري
8. متن الزبد الشيخ العلامة أحمد بن رسلان
9. شرح ابن قاسم على أبي شجاع الشيخ القاضي أحمد بن حسن الأصفهاني
10. التنبيه الإمام أبي إسحاق الشيرازي
11. عمدة السالك وعدة الناسك ابن النقيب المصري
12. فتح المعين الإمام المليباري
13. المنهاج الإمام أبو زكريا يحي بن شرف النووي
14. شرح المحلي على المنهاج الإمام جلال الدين محمد أحمد محمدالمحلي
15. شرح المنهج الإمام الشيخ زكريا الأنصاري

#### المواريث
1. تقرير المباحث الشيخ العلامة محمد بن عبد الله باسودان
2. تكملة زبدة الحديث السيد العلامة محمد بن سالم بن حفيظ
3. منظومة الرحبية الشيخ العلامة محمد بن علي بن محمد الرحبي
4. شرح الشنشوري على الرحبية الشيخ العلامة عبد الله الشنشوري
5. مسائل الوصية بمثل النصيب الشيخ محمد علي باعوضان
6. فتوحات الباعث السيد العلامة أبوبكر بن عبد الرحمن بن شهاب

#### الأنكحة
1. المفتاح في أحكام النكاح السيد العلامة محمد بن سالم بن حفيظ
2. العدة والسلاح في أحكام النكاح الشيخ العلامة محمد بن أحمد بأفضل
3. زيتونة الألقاح شرح منظومة ضوء المصباح الشيخ العلامة عبد الله بن أحمد باسودان
4. مشكاة المصباح الشيخ العلامة عمر بن عبد الله بامخرمة

#### فقه القضاء
1. عماد الرضا في آداب القضاء الشيخ زكريا الأنصاري

#### أصول الفقه
1. شرح متن الورقات الإمام جلال الدين محمد أحمد محمد المحلي
2. مراقي السعود سيدي عبد الله العلوي
3. لب الأصول الشيخ زكريا الأنصاري
4. الكوكب الساطع الإمام أبي بكر عبد الرحمن السيوطي

#### التفسير
1. منظومة الزمزمي الشيخ العلامة عبد العزيز الريس الزمزمي
2. تفسير آيات الأحكام الشيخ العلامة محمد علي السايس

#### الحديث
1. الأربعين النووية الإمام أبو زكريا يحي بن شرف النووي
2. بلوغ المرام الغمام الحافظ ابن حجر العسقلاني

#### مصطلح الحديث
1. منظومة البيقونية الشيخ طه بن محمد بن فتوح البيقوني
2. طلعة الأنوار السيد عبد الله العلوي
3. تدريب الراوي الإمام عبد الرحمن أبي بكرالسيوطي

#### السيرة
1. خلاصة نور اليقين الأستاذ عمر عبد الجبار
2. حوادث السنين السيد محمد علوي المالكي

#### التوحيد
1. عقيدة العوام الشيخ أحمد المرزوقي
2. منظومة الجوهرة الإمام إبراهيم اللقاني

### العلوم العربية

#### النحو
1. الفوائد النحوية السيد العلامة حسن عبد الله الشاطري
2. متن الآجرومية الشيخ الآجرومي
3. الفصول الفكرية عبد الله فكري
4. متممة الآجرومية الشيخ العلامة محمد بن محمد الرعيني
5. شرح قطر الندى وبل الصدى الإمام ابن هشام الأنصاري
6. شرح شذور الذهب الإمام ابن هشام الأنصاري
7. ألفية ابن مالك الإمام محمد ابن مالك
8. شرح ابن عقيل على الألفية الإمام أبي عبد الله محمد بن عقيل
9. الطرة على الألفية لابن بونا

#### الصرف
1. متن الغزي (تصريف العزي) الإمام عز الدين بن معالي عبد الوهاب بن إبراهيم الزنجاني
2. نظم المقصود أحمد بن عبد الرحيم
3. لامية الأفعال الإمام محمد ابن مالك
4. شذا العرف في فن الصرف الشيخ أحمد محمد الحملاوي

#### البلاغة
1. الجوهر المكنون الإمام عبد الله الأخضري
2. عقود الجمان الإمام عبد الرحمن أبي بكرالسيوطي

#### المنطق
1. السلم المرونق للإمام الأخضري

### المنهج التربوي
وزيادة على المناهج وقواعد العلوم يرتبط الطالب ببرنامج روحي إسبوعي متكامل يوجه باطنه إلى الخشية والذكر والخوف من الله وذلك من خلال ما رتبه السلف الصالح من زيارات وحضرات وموالد وجلسات وروحات ولقاءات بين الشيوخ مما يعود بالأثر البالغ على الطالب ويصبغه بصبغة الروح والسمو والعزة بالله ورسوله والتعرف على أهل الله.

## شروط الالتحاق بالدراسة في الرباط

### أولا: نظام قبول الطلاب
يتحدد قبول الطلاب للدراسة بالرباط بشروط محددة تم تحديدها منذ التأسيس من الواقفين والمؤسسين متقيدين بالشروط الأساسية المحددة من قبل الرباط سوى للطلاب الملتحقين من البلد تريم واليمن وخارجها حيث يتم امتحان قبول لتحديد مستوى الطالب المتقدم وقدرته للدراسة بالرباط وإبراز ما يُثبت من حسن عقيدته وسلوكه العام، وكذا تعهده باستعداده لتطبيق النظام العام للرباط من قبل أولياء الأمور وكذا بعض المندوبين المعتمدين خارج تريم واليمن.

#### شروط الالتحاق والقبول التالية
1. أن يكون وصوله إلى تريم خلال شهر شعبان حتى المنتصف الأول من شهر شوال من كل عام، بعد أن تقوم بطلب مكتوب مستوفي لكافة البيانات المطلوبة، وحصل على الموافقة الأولية مكتوباً.
2. أن يكون وصول الطالب وبحوزته تزكية أحد الشخصيات المعروفة لدى الرباط أو أحد المندوبين المعتمدين لدى الرباط.
3. أن يكون عمر الطالب لا يقل عن سبعة عشر سنة.
4. أن يكون قد درس في معهد من المعاهد التي لها اتصال بنا أو المندوبين المعتمدين لدينا.
5. أن يصطحب معه آخر شهادة نالها معمدة من المعهد الذي درس فيه.
6. أن لا يقل مستوى الشهادة التي يحملها عن الإعدادية أو المتوسطة أو ما يعادلها في المعاهد، وأن لا يقل مستوى الطالب عن كتاب أبي شجاع والمقدمة الحضرمية في الفقه، والأجرومية في النحو، مع حفظ جزء عم من القرآن الكريم.
7. أن يواصل دراسته في الرباط بما لا يقل عن سنتين من حين التحاقه.
8. أن يجيد التحدث باللغة العربية قراءة وكتابة وحواراً.
9. أن يكون لائقاً صحياً.
10. أن يقوم الطالب بدفع ما يترتب عليه من رسوم الإقامة والفحوصات الطبية وغيرها.
11. أن يدفع المساهمة المالية ولمدة سنتين مقدماً لا ترد عند سفره قبل السنتين.
12. أن يودع ضمان تذكرة العودة بمبلغ قدره خمسمائة دولار أمريكي وكذا مائة دولار أخرى لتجديد الإقامة سنوياً مستقبلاً.
13. عند الضرورة لطلب السفر خروج وعودة يكون ذلك بطلب ولي الأمر أو المندوب وبعذر مقنع لدى إدارة الرباط مع تحديد فترة السفر من قبل إدارة الرباط والمحددة في الفترة من المنتصف الثاني من شهر شعبان إلى نهاية شهر رمضان من كل عام فقط وحسب الظرف المقدم.
14. يتم القبول بعد الحصول على موافقة السفارة باليمن للدولة المنتمي إليها إن وجدت.
15. أن يكون لديه الاستعداد الكامل لتنفيذ نظام الرباط وواجباته واجتناب ممنوعاته.
16. التقيد الكامل بكافة الشروط أعلاه وعند أي إخلال بأحدها يحق للرباط عدم قبوله وإرجاعه إلى بلده مباشرة.

##### الواجبات
1. المحافظة على الصلوات الخمس جماعة.
2. أن يتأدب في تريم لا سيما في الرباط خلقاً وسلوكاً.
3. المحافظة على الدروس والمراجعات والمتون المقررة في الرباط وبنسبة حضور لا تقل عن 80% وبغياب بعذر مقبول.
4. أن يتحدث باللغة العربية داخل الرباط وخارجه دون التحدث بلغته.
5. الالتزام الصارم بالجلوس للامتحانات المختلفة المكلف بها حسب نظام الامتحانات بالرباط.
6. التعامل مع العاملين بالرباط والمختصين بإدارة الرباط بتقدير واحترام.
7. المحافظة على النظافة العامة للرباط ومرافقه والاستعداد الكامل للمشاركة في النظافة.
8. أن يلبس الأبيض خصوصاً في الصلوات الخمس متمثلاً بالثوب الطويل.
9. إيداع الأمتعة الثمينة كالنقود إلى قسم الأمانات والأخذ على قدر حاجته.
10. إيداع الأدوية إن أضطر اصطحابها معه معمدة من طبيب أخصائي لذلك.
11. إذا أراد السفر للعمرة فلابد أن يكون بعد مرور سنتين من التحاقه بالرباط وأن يأذن له ولي أمره كتابياً وبموافقة الإدارة على أن تتولى إدارة الرباط ترتيب حجز السفر وكل ما يتعلق بذلك ولا مانع من سفره لأداء فريضة الحج عند الاستطاعة.
12. أن تتولى إدارة الرباط ترتيب سفر الطالب لأي غرض بعد قناعتها بذلك وحسب النظام الذي تراه مناسباً.

##### الممنوعات
1. يمنع التدخين داخل الرباط وخارجه.
2. يمنع الذهاب إلى المحلات الغير لائقة كمحلات الإنترنت والفنادق والمقاهي ونحوها.
3. يمنع حمل الجوالات داخل الرباط وخارجه ويمكن إيداعه لدى قسم الأمانات بالرباط.
4. يمنع الدراسة خارج الرباط.
5. يمنع الطباخة بأنواعها وعدم استخدام أي أداة كهربائية لأي غرض كالطباخة وغيره.
6. يمنع الخروج بدون إذن من المسئول المختص.
7. يمنع الاستماع للأغاني بأنواعها عربية كانت أو غيرها.
8. يمنع قراءة الجرائد بأنواعها والكتب الغير لائقة.
9. يمنع السهر بعد الساعة 12 ليلاً.
10. يمنع التجمع في جميع مرافق الرباط لغير الدروس.
11. يمنع التحول إلى أي مؤسسة تعليمية أخرى إلا بموافقة إدارة الرباط وولي الأمر.
12. يمنع تغيير أي شيء في غرفة السكن وتزيينها إلا بإذن من الإدارة.
13. يمنع التنقل للسكن من غرفة إلى غرفة إلا بإذن من الإدارة.
14. لا يسمح للطالب السكن خارج الرباط إلا برفقة زوجته.

##### الثواب والعقاب
أهمية هذا المبدأ لحياة الفرد ومن خلال هذه المؤسسة العلمية التربوية يتم التعامل للتقويم وغرس السلوك وتربية الناشئ بأساليب سليمة أرسخ ثوابتها ديننا الإسلامي الحنيف. وعموماً يثاب الطالب المتحلي بالسلوك الحسن السليم والمجد والمجتهد بالثناء والإطراء المستمر مبتدئاً بمدرس الحلقة يومياً وكذا من خلال اللقاءات العامة من قبل مدير عام الرباط واللقاءات الفردية بل يتم التكريم وتقديم الحوافز العينية وغيره والإفادة المكتوبة لأولياء الأمور وتوثيق ذلك بالسجلات الخاصة بالرباط، كما يعاقب المعني بالتوجيه والنصح المستمر من خلال رصد التقصيرات والمخالفات يومياً والتدرج بالإنذار الشفوي والمكتوب واستدعاء أولياء الأمور والجلوس مع الأطراف المعنية لتدارس وحسم الموضوع النهائي بالإعفاء من الدراسة بقرار مدروس.

#### نموذج من استمارة الالتحاق
الاسم.............................................. الجنسية........................العمر....................
أولاً: هل يتوفر السكن (نعم / لا) مقترح بالغرفة رقم (  ) الطابق :..........................
المختص الاسم:............................................. التاريخ:.......................... توقيعـــه:............................................ الموافق:.........................
ثانياً: قدرته على القراءة والكتابة باللغة العربية : بتقدير (جيد) (مقبول) (ضعيف).
ثالثاً : تعطى له الأسئلة الشفوية التالية:
لماذا ترغب في الدراسة برباط تريم.......................................................................
هل توجد بحوزته تزكية من شخصية معينة أو جهة تذكر وتحدد.....................................
هل يوجد له مستوى تعليمي سابق يتحدد إن وجد ويرفق بصورة منه:...........................
كم المدة التي يرغب فيها بالدراسة بالرباط :..............................................................
هل أنت على استعداد بتطبيق نظام الرباط :..............................................................
رابعاً: تعطى له أسئلة شفوية يتحدد من خلالها الكتب والحلقات المقترح البدء بها : (جيد) (حسن)(مقبول)
المختص الاسم :............................................. التاريخ:.......................... توقيعـــه :............................................ الموافق :.........................
خامساً: اللياقة البدنية : هل يعاني من ضعف في البصر أو السمع أو أي ملاحظة أخرى:...............................................................................................
المختص الاسم :............................................. التاريخ :.......................... توقيعـــه :............................................ الموافق:.........................
سادساً: بعد استيفاء المعلومات أعلاه كاملة تقرر قبوله للدراسة والسكن بالرباط من تاريخه أعلاه.
المختص الاسم :............................................. التاريخ :.......................... توقيعــــه :................................. الموافق :...........

### ثانيا: قبول المتقدمين للتدريس برباط تريم حسب الشروط التالية:-
1. أن يتقدم المتقدم بطلبه كتابياً مرفقاً بكل الوثائق المطلوبة بما في ذلك استمارة طلب قبول التدريس برباط تريم + صورة من مؤهلاته العلمية + صورة من مستندات خبراته العملية + صورة من البطاقة الشخصية.
2. أن يكون حسن السيرة والسلوك والعقيدة.
3. أن لا يقل عمره عن 25 عام.
4. أن يكون من أبناء تريم وأحباطها أو سكنه مستقراً بتريم.
5. أن يكون قد درس بالرباط لفترة لا تقل عن 3 أعوام أو ما يعادل ذلك في مجال العلوم الدينية والعربية.
6. أن لا يقل مستواه عن كتاب العمدة في الفقه وكتاب شرح القطر في اللغة العربية.
7. أن يخضع لامتحان تحريري لكتاب العمدة وشرح القطر، وأن يتجاوز ذلك الامتحان بنسبة نجاح لا تقل عن 75%. يتم الإشراف على الامتحان والتصحيح لذلك من قبل لجنة مختصة بذلك.